# Ellesmere-Manuskript
Das Ellesmere-Manuskript, auch Ellesmere Chaucer, ist ein Manuskript der Canterbury Tales von Geoffrey Chaucer. Es stammt vom Beginn des 15. Jahrhunderts und befindet sich in der Huntington Library in San Marino (Kalifornien) (MS EL 26 C 9). Es gilt als eines der wichtigsten und schönsten Manuskripte der Canterbury Tales.

## Geschichte

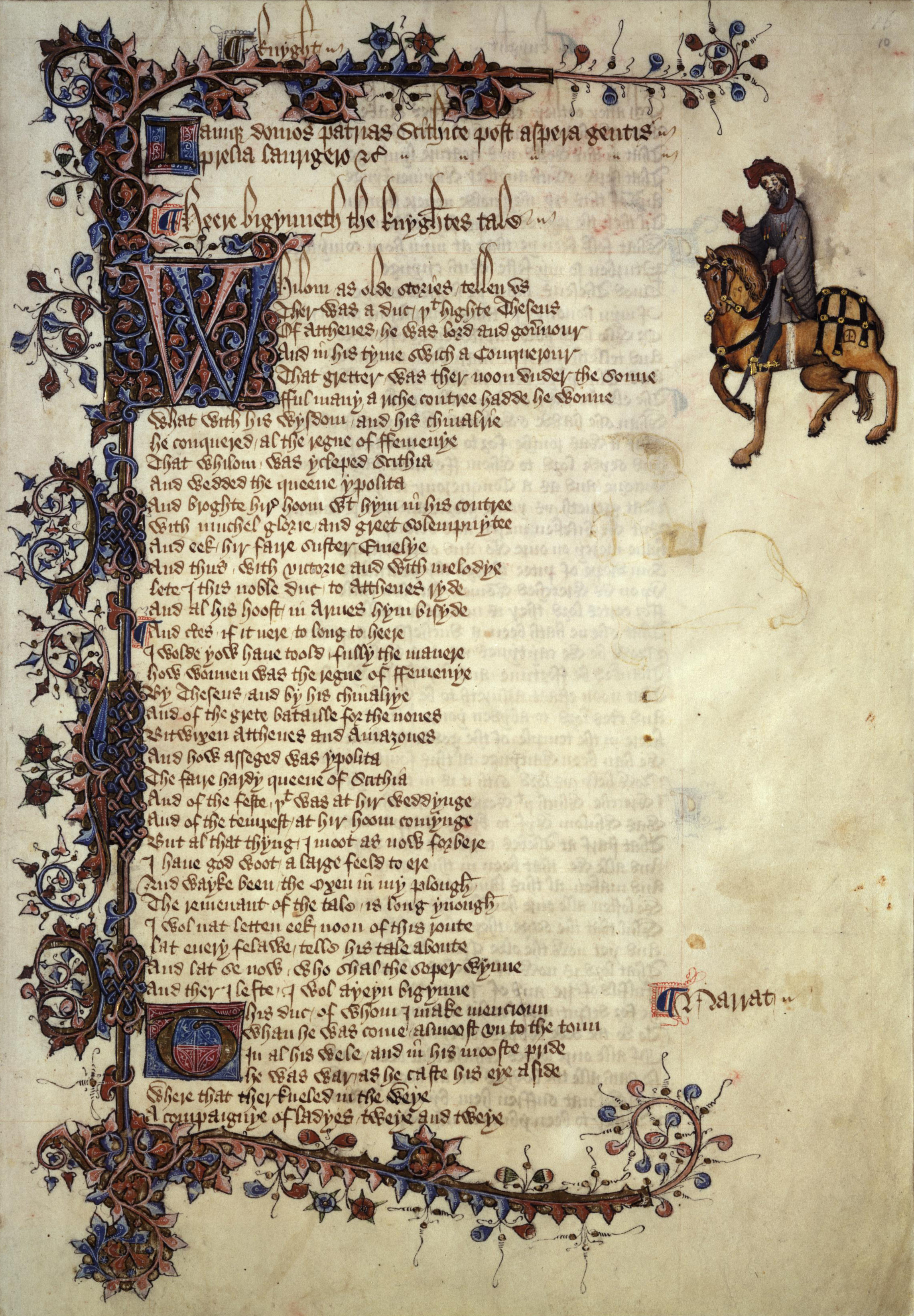
Der Anfang des Knight’s Tale aus dem Ellesmere-Manuskript.

Das Manuskript entstand wahrscheinlich unmittelbar nach 1400. Seinen Namen erhielt es durch einen seiner späteren Besitzer, Sir Thomas Egerton (1540–1617), Baron Ellesmere und Viscount Brackley. Es blieb im Besitz der Familie, bis es 1917 von Henry Huntington erworben wurde.

## Beschreibung
Das Ellesmere-Manuskript besteht aus insgesamt 240 Blatt, 232 davon enthalten die Canterbury Tales. Es verfügt über zahlreiche Illustrationen, darunter eine, die Chaucer selbst auf einem Pferd zeigt. Es besteht aus Pergament und ist ca. 400 mm × 284 mm groß. Meist wird das Manuskript als El bezeichnet. Es existiert eine Faksimile-Ausgabe.